# 甚目寺郵便局
甚目寺郵便局（じもくじゆうびんきょく）は愛知県あま市にある郵便局。民営化前の分類では集配普通郵便局であった。

## 概要
住所
〒490-1199：愛知県あま市新居屋江ノ橋83-3

## 沿革
- 1880年（明治13年）4月1日 - 甚目寺郵便局（五等）として開設。同年12月16日より、為替・貯金取扱を開始[1]。
- 1965年（昭和40年）8月21日 - 電話交換事務および和文電報配達事務を、海部（あま）電報電話局に移管[2]。
- 1970年（昭和45年）8月15日 - 特定郵便局から普通郵便局に局種別改定。
- 1975年（昭和50年）2月10日 - 海部郡甚目寺町甚目寺から同町新居屋に移転。
- 1975年（昭和50年）3月1日 - 風景入通信日付印の使用を開始。
- 2000年（平成12年）8月14日 - 外国通貨の両替および旅行小切手の売買に関する業務取扱を開始。
- 2007年（平成19年）10月1日 - 民営化に伴い、併設された郵便事業甚目寺支店に一部業務を移管。
- 2012年（平成24年）10月1日 - 日本郵便株式会社発足に伴い、郵便事業甚目寺支店を甚目寺郵便局に統合。

## 取扱内容
- 郵便、印紙、ゆうパック、内容証明
- 貯金、為替、振替、振込、国際送金、国債、投資信託
- 生命保険、バイク自賠責保険、自動車保険、がん保険、引受条件緩和型医療保険、変額年金保険
- ゆうちょ銀行ATM
- 「490-11xx」区域（あま市の一部（旧海部郡甚目寺町域）、海部郡大治町の全域）の集配業務
- ゆうゆう窓口

## 周辺
- あま市役所 甚目寺庁舎
- あま市民病院
- 愛知県立五条高等学校
- あま市立甚目寺中学校
- あま市甚目寺公民館
- 国道302号（名古屋環状2号線）
- 福田川

## 交通アクセス
- 名鉄津島線「甚目寺駅」から北西へ約900m、徒歩で約10分。
- 名古屋第二環状自動車道 甚目寺北IC・清洲西ICから南へ約1km。
- 駐車場あり：10台